# Parti de l'unité civique
Le Parti de l'unité civique (azéri : Vətəndaş Birliyi Partiyası ; PUC) est un parti politique azerbaïdjanais créé en 1999 ; par l'ancien président azerbaïdjanais Ayaz Mutallibov. Après les élections législatives de 2000 en Azerbaïdjan, le parti s'est scindé en deux partis : l'une dirigée par Aïaz Mutalibov et l'autre dirigée par Igbal Agazade. Ce dernier a fondé le Parti de l'espoir (azéri : Ümid Partiyası).
En 2003, Mutallibov s'est séparé du PUC, rejoignant le Parti social-démocrate d'Azerbaïdjan en tant que président. Dès lors, le PUC était dirigé par Sabir Hajiyev et a participé aux élections législatives de 2005, remportant 1 siège sur 125 à l'Assemblée nationale d'Azerbaïdjan. Bien que théoriquement un parti d'opposition, le PUC soutient officiellement le gouvernement du président Ilham Aliyev.